# トランスフォーマーZ
『トランスフォーマーZ』（トランスフォーマーゾーン）は、日本におけるアニメ版トランスフォーマーシリーズの第6弾。前作『戦え!超ロボット生命体 トランスフォーマーV』までのテレビシリーズとは異なり、1990年7月にOVAとしてリリースされた。
OVAは30分1話のみが製作。ダイアトラスとソニックボンバーがゾディアックを手に入れて九大魔将軍のうち四体を倒すところで終了している。原案を担当した金田益実によれば2話目を製作し、テレビスペシャル化する予定があったが、諸般の事情で叶わなかったとのこと。残り五体の魔将軍やメトロタイタン、バイオレンジャイガーとの決着はテレビマガジン誌上での連載で着けられることになる。

## あらすじ
デストロン九大魔将軍に襲撃されたフェミニア星の救援に向かったビクトリーセイバーは、破壊される惑星の爆発に巻き込まれ行方不明となってしまう。
総司令官不在のサイバトロンは、地球に眠る超エネルギー・ゾディアックを狙うデストロン九大魔将軍に苦戦を強いられる。そこにパワードマスター・ダイアトラスが現れ、ゾディアックの力を得て九大魔将軍を撃退。
ビクトリーセイバーより総司令官の地位を譲り受けたダイアトラスは、新破壊大帝バイオレンジャイガーに立ち向かう。

## 登場人物
玩具のみのものも含む。

### サイバトロン

#### パワードマスター
マイクロトランスフォーマーと連動する基地形態、電動やゼンマイによる走行、自動変形が特徴である。3体合体して超巨大戦闘母艦ビッグパワードとなる。
玩具は、日本国外で展開されていたマイクロトランスフォーマーを日本国内へ導入するにあたり、商品展開の活性化のために日本独自のフラグシップ商品として開発された。トランスフォーマーの前身である玩具企画『ダイアクロン』において、基地に変形可能な大型ロボット「ロボットベース」、ぜんまいによる自動変形の「コズモローラー」「ダイアトレイン」などが開発の参考とされている。3体合体の「ビッグパワード」は、巨大な「パワードマスター」と『ダイアクロン』の「ビッグパワード」のダブル・ミーニングである。
総司令官 ダイアトラス
声 - 屋良有作（タイトルコールも兼任）
ビクトリーセイバーから新総司令官に任命された。マイクロ星に大型宇宙防衛基地を築く「Z（ゾーン）計画」において、素案を推進させ、これを成功させたパワードマスターの「大地の英雄」。圧倒的な攻撃力でデストロンに立ち向かう。
最強のトランスフォーマーであることに誇りを持ち、仲間を助けるためには死をも恐れない。基本は真面目で人当たりの良い性格だがデストロンに情けを掛けることは一切無く、敗走する相手を両断する一面も持ち合わせている。
武器はマグナショット、リフレックシールド。必殺技は背中の羽根を合体させ、相手に投げつけるゾーンパワードカッター。
シャトル、ドリル戦車、基地に変形。作中ではゾディアックの力によりソニックボンバーと基地に変形し合体、「Z（ゾーン）モードアタック」によりキングポセイドン、ダイナザウラーを撃破した。
玩具にはピニンファリーナ・ミトスに変形する彼の息子であるマイクロTFスピーダーが付属している。
企画段階では、ジェット機に変形する上半身とドリル戦車に変形する下半身を合体させロボットモード、基地形態へと変形する合体変形ロボであった。
攻撃参謀 ソニックボンバー
声 - 塩沢兼人
ダイアトラスと共に戦うパワードマスター。「風の戦士」の異名を持ち、空戦能力は親友のダイアトラスを上回る。皮肉屋で軽い性格だが、身を呈してダイアトラスを守ったこともある。超音速飛行で敵を宙へと舞い上げ吹き飛ばす戦法が得意。武器はバルカンショット。自分の変形がパワードマスターで一番見事だと誇る、自惚れた性格の持ち主。ジェット機、基地に変形。ダイアトラスを載せて飛行が可能。玩具にはポルシェ928に変形するマイクロTFソニックが付属。
企画段階ではビークルモードの機首に猛禽類のような意匠があった。
防衛参謀 ロードファイヤー
温和で愉快な性格の反面、有事には猛烈な「炎の勇者」となる。陸上戦闘においてはダイアトラスに次ぐ実力の持ち主。戦車、基地に変形する。玩具にはドリル戦車に変形するマイクロTFドリルバスターが付属。アニメには登場しない。玩具においても当初は開発の予定が無く、タカラの方針変更に伴い追加された。

#### マイクロトランスフォーマー
惑星ZのZベースを守る小型のトランスフォーマー。
ムーンレーダー
声 - 堀川亮
ロケットベースの指揮官。月面探査車に変形。
玩具ではロケットベースに同梱。
ラビクレーター
声 - 柏倉つとむ
ギャラクシーシャトルのパイロット。スーパーカーに変形。
玩具はメトロボムの色変えであり、本作品のビデオソフトにのみに付属する。

##### 救護戦士 レスキューパトロールチーム
前作『トランスフォーマーV』より継続して登場。得意技は超音波サイレンアタック。玩具は本年正式発売。後述するロケットベース付属版と単独発売版がある（仕様に変更はない）。
ホーリー
声 - 頓宮恭子
パトカーに変形。カラーリングは白の部分が黒に変更されている。
ファイヤー
消防車に変形。
ボーダー
ホバークラフトに変形。
ピーポー
救急車に変形。

##### 突撃戦士 バトルパトロールチーム
デストロン追跡に同乗していた。得意技は敵の回りを囲んで砲撃するサークルアタック。
ガンリフト
声 - 掛川裕彦
チームリーダー。戦車に変形。
サンランナー
声 - 佐藤浩之
E-2に変形。高性能のレーダーを装備しており、宇宙に逃げたデストロンを発見した。
パワーボム
ミサイル戦車に変形。
サイドトラック
マシンガン装甲車に変形。

##### 電脳戦士 スーパーカーパトロールチーム
海外ではデストロン。ヒーロー風に色が塗り替えられている。それぞれスポーツカーに変形。得意技は目をつぶすフラッシュアタック。ギンガムはアニメオリジナルキャラクターであるクリッパー（ホーリーのガールフレンド）のベースデザインである。
ブラックヒート
フォード･プローブGTに変形。
デッドアワー
声 - 堀川亮
シボレーコルベットインディに変形。地球でのダイナザウラーとの戦いの際、足元に爆弾を投げつけていた。
ギンガム
プリマスX2S（三菱エクリプス）に変形。
ロードハガー
声 - 佐藤浩之
フェラーリ408に変形。パンツァーファウスト状の武器を持つ。

##### 高速戦士 レースカーパトロールチーム
実際、レースカーに変形するのはスピンチェンジのみである。得意技は風車のように回転するサイクロンアタック。
グロリアン
デロリアン・DMC-12に変形。
ホイルラン
ランボルギーニカウンタックLP400に変形。
スピンチェンジ
ポルシェ962Cに変形。
ロードハンドラー
ポンティアック ファイアーバードトランザムに変形。

##### 山岳戦士 オフロードパトロールチーム
アニメ未登場。
ナットシェル
スズキサムライ（ジムニー）に変形。
フットデモ
トヨタハイラックス50系  ビッグフットに変形。
フラック
ワンボックスカーに変形。
フリード
トレーラートラックキャブに変形。

##### 飛行戦士 ジェットパトロールチーム
海外ではデストロン。それぞれ戦闘機に変形。デストロンによるZベース襲撃の後、修理の点検後に合流。隊員全員が翼にレーザーカッターを装備しており、電磁波に包まれ、窮地に陥ったギャラクシーロケットを救っている。得意技はアクロバットアタック。
スタークラウド
声 - 平野正人
チームリーダー。ダッソー・ラファールに変形。
ウインドリム
フェアチャイルド A-10 サンダーボルトIIに変形。
ウィスパー
声 - 柏倉つとむ
ステルス戦闘機に変形。プレダキングに襲われそうになったアキラを助け出す。その際、腕のみを変形させるフォームを見せている。
ナイトフライト
グラマンF-14 トムキャットに変形。

##### 建設偵察戦士 ビルドパトロールチーム
アニメ未登場。
テイクダウン
ミキサー車に変形。
ニュートロ
ブルドーザーに変形。
グランドパウンダー
ショベルドーザーに変形。
クランブル
クレーン車に変形。

##### 空中偵察戦士 スカイパトロールチーム
アニメ未登場。
トレードボルト
ステルス爆撃機（ノースロップ B-2 スピリット）に変形。
イーグルアイ
ミコヤン・グリヴィッチMIG-29 フルクラムに変形。
スカイハイ
アエロスパシアル/BAC コンコルドに変形。
ブリーズマスター
シコルスキーS70 ヘリコプターに変形。

##### マイクロトランスフォーマーDX
ビークルに変形するトレーラーなどとマイクロトランスフォーマーのセット玩具。全てサイバトロン所属。
ロードジェット
トレーラートラックに変形。キャブ部分が本体であり、トレーラー部はマイクロトランスフォーマーが乗り込めるジェット機に変形。
ミサイルブル
軍用トレーラー。トレーラー部は戦闘機に変形。
海外ではデストロンとして販売された。
クレーガン
クレーントレーラーに変形。トレーラー部は戦闘基地に変形。
スカイウェイブ
本体は戦闘機。ビークルは空母からジェット戦闘機に変形。
海外ではデストロンとして販売された。

##### マイクロトランスフォーマーステーション
マイクロトランスフォーマーと基地に変形する様々な施設のセット玩具。全てサイバトロン所属。
ガソリンベース
基地に変形するガソリンスタンドとオフロードパトロールチームのフットデモ色替えであるグラスピットのセット。
海外ではデストロン。
エアポートベース
基地に変形する空港施設とジェットパトロールチームのナイトフライト色替えであるオーバーエアーのセット。
海外ではデストロン。
ファイヤーベース
基地に変形する消防署とジェットパトロールチームのウィンドリム色替えであるホットハウスのセット。
ビルドベース
基地に変形する建設地とマイクロTF、オフロードパトロールチームのフリード色替えであるアイアンワークスのセット。

##### マイクロトランスフォーマーベース
基地に変形するビークルとマイクロトランスフォーマーのセット玩具。海外では同梱されたマイクロトランスフォーマーの名で発売されベース自体に名前は無い。全てサイバトロン所属。
ロケットベース
戦闘基地がロケット発射台に変形。ギャラクシーシャトルとも絡めて遊べる。ムーンレーダーとレスキューパトロールチームが付属する。
ランドシェイカー
装甲車が基地に変形。レースカーチーム、ロードハンドラーの色替えであるガンランナーが付属。
海外ではジェットパトロールチームのウィスパーの色替えグラウンドシェイカー（GroundShaker）が付属。
スカイハイパー
ヘリコプターが基地に変形。レースカーチーム、ホイルランの色替えであるデッドホイラーが付属。
海外では色を塗り替えられてデストロン基地として販売。ジェットパトロールチームのスタークラウドの色替えであるスカイホッパー（SkyHopper）が付属。

#### その他
ビクトリーセイバー
声 - 田中秀幸
前作『トランスフォーマーV』に登場した総司令官。ダイアトラスに総司令官の地位を譲る。
ギャラクシーシャトル
前作より登場。マイクロTFと同じマイクロ星の出身。本作品用に仕様変更して販売された。作中では冒頭シーンのみ登場。
カイン
声 - 山田栄子
フェミニア星の少年。フェミニア星がデストロンに襲われた際、ビクトリーセイバーに助けられ、惑星Zで暮らしていた。
アキラ
声 - 渡辺菜生子
地球人。サイバトロンに助けられ、彼らと知り合う。地球物理学者の父を持ち、ゾディアックのことを知っていた。
エムサ
声 - 冬馬由美
ウサギに似たカインのペット。背中に羽根をはやしている。自然のない惑星Zに不満を持っており、地球に来た際は感激していた。

### デストロン
バイオレンジャイガー
声 - 郷里大輔
三つの顔を持つデストロンの支配者。テレビマガジンでの肩書きは“最強大帝”。長い戦いで死んでいったデストロン兵士の怨霊の集合体として生まれた設定。正面を向いている顔によって声が異なる。
トランスフォームの可否はおろか、トランスフォーマーなのかも不明。ただしテレビマガジン1990年12月号の記事では、「バイオン」「レンジャー」「イガータ」の、三体の昆虫型ロボに分離変形している。

#### 九大魔将軍
装甲ギアと呼ばれる鎧で武装したバイオレンジャイガーの配下。全員マントを身に着けている。過去に登場したデストロンの合体兵士や巨大兵士が強化された姿だが、同一人物かは不明。地球での戦闘で9体のうち4体がパワードマスターに撃破された。全員玩具などは発売されていない。
超神将軍 オーバーロード
声 - 野田圭一（ナレーションも兼任）
『超神マスターフォース』の破壊大使。九大魔将軍の大将格。アイアコーンに代わりデストロンの紋章がついた。Zベース襲撃の際、エネルゴンZを発見した。
怪魚将軍 キングポセイドン
声 - 平野正人
『超神マスターフォース』のシーコンズ合体兵士（ただし、オーバーバイトが欠けている）。三又の槍と錨つき鎖が武器。ゾーンモードの攻撃でダイナザウラー共々葬り去られる。
なお、『マスターフォース』終盤でゴッドジンライに敗れた時捲土重来を果たす旨の発言をしていた。
野獣将軍 プレダキング
声 - 岸野幸正
『2010』で登場したアニマトロン巨獣合体兵士。頭部のデザインは大きく異なる。剣は刃が鋸状のものを使い、獰猛さにも磨きがかかっている。ダイアトラスとの戦いで戦意を失い逃亡を図るが、追撃のゾーンパワードカッターを受け、真っ二つになり爆散した。
技術将軍 デバスター
声 - 掛川裕彦
『初代トランスフォーマー』から登場しているビルドロン巨人兵。右腕のドリルで地中に潜行可能。地中でのダイアトラスとのゾディアックを巡る戦いで溶岩に飲み込まれて溶解された。
情報将軍 メナゾール
声 - 平野正人
『初代トランスフォーマー』から登場しているスタントロン合体兵士。なぜか猫背になっている。両手にレーダー類を備える。漫画では“諜報将軍”。
火炎将軍 ブルーティカス
『初代トランスフォーマー』から登場しているコンバットロン合体兵士。その名の通り装飾は炎を象っている。アニメではほとんど登場しない。
恐竜将軍 ダイナザウラー
声 - 郷里大輔
『スクランブルシティ発動編』および『2010』で登場したダイノベース。彼だけが口調が乱雑であり、棍棒を振るい頭脳はそのまま。大きさは他の巨大兵士と同サイズ。ゾーンモードの攻撃でキングポセイドン共々葬り去られる。
妖獣将軍 オボミナス
声 - 岸野幸正
『2010』で登場したテラートロン合体兵士。
暗黒将軍 ブラックザラック
声 - 岸野幸正
『超神マスターフォース』の暗黒大帝。漫画では“悪霊将軍”。

#### メトロ戦隊
アニメ未登場。
コマンダー メトロタイタン
『2010』登場のメトロフレックスの仕様変更品。部下は全て同梱品。
メトロボム
参謀のマイクロトランスフォーマー。
メトロショット
副官。シックスガンの色替え。
メトロダッシュ
情報兵。スキャンパーの色替え。
メトロタンク
スレマーの色替え。

#### マイクロトランスフォーマー

##### 突撃兵 レースカーパトロールチーム
メトロタイタンの忠実な部下。アニメ未登場。
バリケード
F-1マシンに変形。
ローラーフォース
バギーカーに変形。
グランドホッグ
スポーツカーに変形。
モータースター
スポーツカーに変形。

## 用語
フェミニア星
カイン達フェミニア人の母星。九大魔将軍の攻撃で破壊される。
惑星Z（ゾーン）
サイバトロンの本拠地である惑星。
ゾディアック
宇宙創造の力を持つ神秘のエネルギー物質。

## スタッフ
- 企画 - 奥出信行（タカラ）、松岡治雄（タカラ）、宮下昌幸（日本コロムビア）
- プロデューサー - 横山賢二、吉田竜也、山田久郎（タカラ）、高山雅治（日本コロムビア）
- 原案・構成・キャラクターデザイン協力 - 金田益実、まがみばん
- 脚本 - 安藤豊弘
- 音楽 - 石田勝範
- キャラクターデザイン - 大島城次、袴田裕二
- 作画監督 - 大島城次
- 美術監督 - 行信三
- 撮影監督 - 佐野掟史
- 編集 - 片桐公一
- 録音 - 市川修
- 効果 - 伊藤道広
- 製作担当 - 小塚憲夫
- 監督 - 又野弘道
- 製作 - 株式会社タカラ、日本コロムビア

## 主題歌
オープニングテーマ - 「トランスフォーマーZ（ゾーン）のテーマ」
作詞 - 竜真知子 / 作曲 - 根岸孝旨 / 編曲 - 石田勝範 / 歌 - 水木一郎
フルコーラス版と本編使用の1コーラス版で、歌詞の一部（漢字の読み）が異なっている。
エンディングテーマ - 「未来（あした）の君へ」
作詞 - 竜真知子 / 作曲 - 根岸孝旨 / 編曲 - 石田勝範 / 歌 - 水木一郎
シリーズ主題歌では初めて歌詞の中に「トランスフォーマー」という単語が含まれていない。